# Atbash
L'atbash è un semplice cifrario a sostituzione monoalfabetica in cui la prima lettera dell'alfabeto è sostituita con l'ultima, la seconda con la penultima, e così via, "invertendo" l'ordine alfabetico delle lettere.
Nel moderno alfabeto italiano, questo significa:
```
Testo in chiaro:      a b c d e f g h i l m n o p q r s t u v z
Testo cifrato:        Z V U T S R Q P O N M L I H G F E D C B A
```

Come nel caso del ROT13, il procedimento da utilizzare per decifrare è identico a quello per cifrare.

## Nell'ebraismo
L'origine di questo cifrario si può trovare nella Bibbia, nel libro di Geremia, dove è stato usato per codificare le parole Kasdim (Caldei) in Leb Kamai e Babel (Babele) in Sheshakh. La prima parola decifrata fu Sheshach che veniva ripetuta varie volte nel libro di Geremia (Il re di Sheshach, il popolo di Sheshach, la città di Sheshach) ma dopo varie ricerche non si riusciva a trovare la città nelle cartine. Infine uno studioso applicò il cifrario atbash e venne fuori la parola Babel. Il metodo in cui l'atbash fu usato è molto semplice. In ebraico Sheshach si scrive SH-SH-K, che corrisponde a B-B-L, la cui pronuncia è Babel, cioè Babele.
Il nome stesso del cifrario viene dalla lingua ebraica: la prima lettera dell'alfabeto ebraico è aleph, l'ultima taw, la seconda beth, e la penultima shin; messe assieme, formano la parola atbash.

## Sistemi di decodificazione
Uno dei sistemi più facili per facilitare la decodificazione del cifrario Atbash consiste nello scrivere metà alfabeto su un rigo e l'altra metà al contrario sul rigo a capo, così che alla A corrisponda la Z alla B la Y ecc.; in questo modo la lettura del cifrario risulta più semplice.